# Ptasiowskie Siodło
Ptasiowskie Siodło – płytko wcięta przełęcz w północno-wschodniej grani Płaczliwej Skały w Tatrach Bielskich na Słowacji. Znajduje się pomiędzy Żlebińskimi Turniami (1401 m), a Małym Regiem (1187 m). Rejon przełęczy porasta las. Stoki południowo-wschodnie opadają do Doliny do Regli, północno-zachodnie do Doliny Ptasiowskiej.
Nazwę przełęczy wprowadził Władysław Cywiński w 4 tomie przewodnika Tatry.  Nie prowadzi przez nią żaden szlak turystyczny, ani  nawet nieznakowana ścieżka. Cały rejon Tatr Bielskich poza znakowanymi szlakami to zamknięty dla turystów i taterników obszar ochrony ścisłej TANAP-u.